# Зенова, Галина Михайловна
Гали́на Миха́йловна Зе́нова (род. 13 ноября 1938, Ярцево, Смоленская область) — советский и российский микробиолог и  почвовед, специалист по экологии актиномицетов, доктор биологических наук (1998), профессор МГУ.

## Биография
Родилась 13 ноября 1938 года в городе Ярцево, Её родители были учителями. В 1961 году окончила биолого-почвенный факультет Московского университета. В 1965 году начала работать на кафедру биологии почв МГУ. Под руководством Николая Александровича Красильникова в 1966 году защитила кандидатскую диссертацию на тему «Меланоидные пигменты актиномицетов». В 1998 году защитила докторскую диссертацию «Актиномицеты в наземных экосистемах». В 2003 году присвоено учёное звание профессора. С 2011 года является заслуженным профессором МГУ.

## Научная деятельность
Научные интересы Зеновой связаны с почвенной микробиологией. Специализируется на изучении экологии актиномицетов. В 1992 году удостоена Ломоносовской премии. Открыла, что стрептомицеты и зелёные водоросли могут формировать симбиотические ассоциации с образованием таллома похожий лишайниковый, который был назван ею «актинолишайником». Совместно с Звягинцевым исследовала популяции актиномицетов, развивающиеся в почвах с разной кислотностью. Установила, что увеличением щелочности численность актиномицетов увеличивается. Выявила сукцессионные изменения в таксономической структуре почвенных актиномицетов. Входила в состав диссертационного совета при МГУ.

## Награды
Награждена медалями «Ветеран труда» и «В память 850-летия Москвы». Заслуженный профессор Московского университета (2011)

## Публикации
Опубликовала более 250 научных работ, в том числе.
- Зенова Г. М., Кураков А. В. Методы определения структуры комплексов почвенных актиномицетов и грибов. — М.: Изд-во МГУ, 1988. — 53 с. — ISBN 5-211-00692-5.
- Зенова Г. М., Штина Э. А. Почвенные водоросли: Учеб. пособие для студентов биол.-почв. фак. и фак. почвоведения ун-тов. — М.: Изд-во МГУ, 1990. — 78 с. — ISBN 5-211-01862-1.
- Зенова Г. М. Почвенные актиномицеты : Спецкурс для студентов биолого-почвенных факультетов и факультетов почвоведения ун-тов. — М.: Изд-во МГУ, 1992. — 76 с. — ISBN 5-211-02902-X.
- Зенова Г. М., Степанов А. Л., Лихачева А. А., Манучарова Н. А. Практикум по биологии почв: Учеб. пособие. — М.: Изд-во МГУ, 2002. — 120 с. — ISBN 5-211-04657-9. Архивировано 26 ноября 2019 года.
- Звягинцев Д. Г., Бабьева И. П., Зенова  Г. М. Биология почв: учеб. для студентов вузов. — 3-е изд., испр. и доп.. — М.: Изд-во МГУ, 2005. — 445 с. — ISBN 5-211-04983-7.
- Звягинцев Д. Г., Зенова Г. М., Манучарова Н. А. Экстремофильные и экстремотолерантные актиномицеты в наземных экосистемах: учебное пособие для студентов высших учебных заведений / отв. ред. И. Ю. Чернов. — М.: Университетская книга, 2011. — 136 с. — ISBN 978-5-91304-231-6.
- Зенова Г.М., Манучарова Н.А., Звягинцев Д.Г. Экстремофильные и экстремотолерантные актиномицеты в почвах разных типов. // Почвоведение. — 2011. — № 4. — С. 457—478. — ISSN 0032-180X.
- Закалюкина Ю. В., Зенова Г. М., Звягинцев Д. Г. Особенности роста и морфологической дифференцировки ацидофильных актиномицетов // Микробиология. — 2004. — Т. 73, № 1. — С. 89—93. — ISSN 0026-3656.